# Women’s Twenty20 Asia Cup 2018
Der Women’s Twenty20 Asia Cup 2018 war die siebte Austragung des Women’s Asia Cups, einem Cricketwettbewerb für asiatische Nationalmannschaften. Diese Ausgabe wurde zwischen dem 3. und 10. Juni 2018 in Malaysia im Twenty20-Format ausgetragen. Im Finale konnte sich Bangladesch mit 4 Wickets gegen Indien durchsetzen.

## Teilnehmer
Die folgenden Mannschaften nahmen an dem Turnier teil.
| - Bangladesch - Indien - Malaysia - Pakistan - Sri Lanka - Thailand |

## Austragungsort
Die folgenden Stadien wurden für das Turnier als Austragungsort vorgesehen.
| Stadion                              | Stadt        | Kapazität |
| ------------------------------------ | ------------ | --------- |
| Sylhet International Cricket Stadium | Kuala Lumpur | 4.000     |
| Royal Selangor Club                  | Kuala Lumpur |           |

## Kaderlisten
Die Mannschaften benannten die folgenden Spielerinnen für das Turnier.
| WTwenty20 | WTwenty20 | WTwenty20 | WTwenty20 | WTwenty20 | WTwenty20 |
| Bangladesch | Indien | Malaysia | Pakistan | Sri Lanka | Thailand |
| --- | --- | --- | --- | --- | --- |
| - Salma Khatun (K) - Rumana Ahmed - Nahida Akter - Jahanara Alam - Lily Rani Biswas - Jannatul Ferdus - Panna Ghosh - Fargana Hoque - Sanjida Islam - Fahima Khatun - Khadija Tul Kubra - Ayasha Rahman - Nigar Sultana - Shamima Sultana (wk) - Sharmin Sultana | - Harmanpreet Kaur (K) - Taniya Bhatia (wk) - Ekta Bisht - Rajeshwari Gayakwad - Jhulan Goswami - Veda Krishnamurthy - Smriti Mandhana - Mona Meshram - Shikha Pandey - Anuja Patil - Mithali Raj - Jemimah Rodrigues - Deepti Sharma - Pooja Vastrakar - Poonam Yadav | - Winifred Duraisingam (K) - Sasha Azmi - Zumika Azmi - Christina Baret - Ainna Hamizah Hashim - Jamahidaya Intan - Mahirah Izzati Ismail - Wan Julia - Dhanusri Muhunan - Nur Nadihirah - Aina Najwa - Arianna Natsya - Yusrina Yaakop - Noor Hayati Zakaria - Yasmin Zulkifli | - Bismah Maroof (K) - Nain Abidi - Muneeba Ali - Anam Amin - Diana Baig - Nida Dar - Kainat Imtiaz - Javeria Khan - Nahida Khan - Sana Mir - Sidra Nawaz - Natalia Pervaiz - Javeria Rauf - Omaima Sohail - Nashra Sandhu | - Shashikala Siriwardene (K) - Hasini Perera (VK) - Nilakshi de Silva - Inoshi Fernando - Nipuni Hansika - Achini Kulasuriya - Sugandika Kumari - Yashoda Mendis - Udeshika Prabodhani - Oshadi Ranasinghe - Inoka Ranaweera - Harshitha Samarawickrama - Anushka Sanjeewani - Malsha Shehani - Rebeca Vandort (wk) | - Sornnarin Tippoch (K) - Nattaya Boochatham - Naruemol Chaiwai - Natthakan Chantam - Rosenanee Kanoh - Onnicha Kamchompu - Nannapat Koncharoenkai - Suleeporn Laomi - Wongpaka Liengprasert - Ratanaporn Padunglerd - Sirintra Saengsakaorat - Waralee Saensong - Sainammin Saenya - Chanida Sutthiruang - Arriya Yenyueak |

## Vorrunde
Tabelle
| Super Four  | Sp. | S | N | NR | P | NRR    |
| ----------- | --- | - | - | -- | - | ------ |
| Indien      | 5   | 4 | 1 | 0  | 8 | +2.446 |
| Bangladesch | 5   | 4 | 1 | 0  | 8 | +1.116 |
| Pakistan    | 5   | 3 | 2 | 0  | 6 | +1.850 |
| Sri Lanka   | 5   | 2 | 3 | 0  | 4 | +0.891 |
| Thailand    | 5   | 2 | 3 | 0  | 4 | –1.026 |
| Malaysia    | 5   | 0 | 5 | 0  | 0 | –5.302 |

Spiele
| 3. Juni Scorecard | Kuala Lumpur (KAO) | Indien 169-3 (20)           | – | Malaysia 27 (13.4) |
|                   |                    | Indien gewinnt mit 142 Runs |   |                    |

Indien gewann den Münzwurf und entschied sich als Schlagmannschaft zu beginnen. Als Spielerin des Spiels wurde Mithali Raj ausgezeichnet.
| 3. Juni Scorecard | Kuala Lumpur (RSC) | Bangladesch 63 (19.3)           | – | Sri Lanka 64-4 (14.3) |
|                   |                    | Sri Lanka gewinnt mit 6 Wickets |   |                       |

Sri Lanka gewann den Münzwurf und entschied sich als Feldmannschaft zu beginnen. Als Spielerin des Spiels wurde Sugandika Kumari ausgezeichnet.
| 3. Juni Scorecard | Kuala Lumpur (KAO) | Thailand 67-8 (20)             | – | Pakistan 70-2 (13.1) |
|                   |                    | Pakistan gewinnt mit 8 Wickets |   |                      |

Thailand gewann den Münzwurf und entschied sich als Schlagmannschaft zu beginnen. Als Spielerin des Spiels wurde Nahida Khan ausgezeichnet.
| 4. Juni Scorecard | Kuala Lumpur (KAO) | Pakistan 95-5 (20)                | – | Bangladesch 96-3 (17.5) |
|                   |                    | Bangladesch gewinnt mit 7 Wickets |   |                         |

Bangladesch gewann den Münzwurf und entschied sich als Feldmannschaft zu beginnen. Als Spielerin des Spiels wurde Fahima Khatun ausgezeichnet.
| 4. Juni Scorecard | Kuala Lumpur (RSC) | Indien 132-4 (20)          | – | Thailand 66-8 (20) |
|                   |                    | Indien gewinnt mit 66 Runs |   |                    |

Thailand gewann den Münzwurf und entschied sich als Feldmannschaft zu beginnen. Als Spielerin des Spiels wurde Harmanpreet Kaur ausgezeichnet.
| 4. Juni Scorecard | Kuala Lumpur (RSC) | Sri Lanka 136-3 (20)          | – | Malaysia 46-7 (20) |
|                   |                    | Sri Lanka gewinnt mit 90 Runs |   |                    |

Malaysia gewann den Münzwurf und entschied sich als Feldmannschaft zu beginnen. Als Spielerin des Spiels wurde Nilakshi de Silva  ausgezeichnet.
| 6. Juni Scorecard | Kuala Lumpur (KAO) | Pakistan 136-4 (20)          | – | Sri Lanka 113-9 (20) |
|                   |                    | Pakistan gewinnt mit 23 Runs |   |                      |

Sri Lanka gewann den Münzwurf und entschied sich als Feldmannschaft zu beginnen. Als Spielerin des Spiels wurde Nida Dar ausgezeichnet.
| 6. Juni Scorecard | Kuala Lumpur (RSC) | Malaysia 36-8 (20)             | – | Thailand 37-1 (9) |
|                   |                    | Thailand gewinnt mit 9 Wickets |   |                   |

Malaysia gewann den Münzwurf und entschied sich als Schlagmannschaft zu beginnen. Als Spielerin des Spiels wurde Wongpaka Liengprasert ausgezeichnet.
| 6. Juni Scorecard | Kuala Lumpur (KAO) | Indien 141-7 (20)                 | – | Bangladesch 142-3 (19.4) |
|                   |                    | Bangladesch gewinnt mit 7 Wickets |   |                          |

Indien gewann den Münzwurf und entschied sich als Schlagmannschaft zu beginnen. Als Spielerin des Spiels wurde Rumana Ahmed ausgezeichnet.
| 7. Juni Scorecard | Kuala Lumpur (KAO) | Thailand 60-8 (20)                | – | Bangladesch 62-1 (11.1) |
|                   |                    | Bangladesch gewinnt mit 9 Wickets |   |                         |

Bangladesch gewann den Münzwurf und entschied sich als Feldmannschaft zu beginnen. Als Spielerin des Spiels wurde Salma Khatun ausgezeichnet.
| 7. Juni Scorecard | Kuala Lumpur (RSC) | Pakistan 177-5 (20)           | – | Malaysia 30 (18.4) |
|                   |                    | Pakistan gewinnt mit 147 Runs |   |                    |

Malaysia gewann den Münzwurf und entschied sich als Feldmannschaft zu beginnen. Als Spielerin des Spiels wurde Nida Dar ausgezeichnet.
| 7. Juni Scorecard | Kuala Lumpur (RSC) | Sri Lanka 107-7 (20)         | – | Indien 110-3 (18.5) |
|                   |                    | Indien gewinnt mit 7 Wickets |   |                     |

Sri Lanka gewann den Münzwurf und entschied sich als Schlagmannschaft zu beginnen. Als Spielerin des Spiels wurde Anuja Patil ausgezeichnet.
| 9. Juni Scorecard | Kuala Lumpur (KAO) | Pakistan 72-7 (20)           | – | Indien 75-3 (16.1) |
|                   |                    | Indien gewinnt mit 7 Wickets |   |                    |

Pakistan gewann den Münzwurf und entschied sich als Schlagmannschaft zu beginnen. Als Spielerin des Spiels wurde Ekta Bisht ausgezeichnet.
| 9. Juni Scorecard | Kuala Lumpur (RSC) | Sri Lanka 104 (20)             | – | Thailand 105-6 (20) |
|                   |                    | Thailand gewinnt mit 4 Wickets |   |                     |

Thailand gewann den Münzwurf und entschied sich als Feldmannschaft zu beginnen. Als Spielerin des Spiels wurde Wongpaka Liengprasert ausgezeichnet.
| 9. Juni Scorecard | Kuala Lumpur (KAO) | Bangladesch 130-4 (20)          | – | Malaysia 60-9 (20) |
|                   |                    | Bangladesch gewinnt mit 70 Runs |   |                    |

Indien gewann den Münzwurf und entschied sich als Schlagmannschaft zu beginnen. Als Spielerin des Spiels wurde Shafali Verma ausgezeichnet.

## Finale
| 10. Juni Scorecard | Kuala Lumpur (KAO) | Indien 112-9 (20)                 | – | Bangladesch 113-7 (20) |
|                    |                    | Bangladesch gewinnt mit 3 Wickets |   |                        |

Bangladesch gewann den Münzwurf und entschied sich als Feldmannschaft zu beginnen. Für Indien erzielte Eröffnungs-Batterin Mithali Raj 11 Runs, bevor sich Harmanpreet Kaur etablierte. An ihrer Seite erreichten Veda Krishnamurthy 11 und Jhulan Goswami 10 Runs. Kaur schied mit dem letzten Ball des Innings nach einem Fifty über 56 Runs aus. Beste bangladeschische Bowlerinnen waren Rumana Ahmed mit 2 Wickets für 22 Runs und Khadija Tul Kubra mit 2 Wickets für 23 Runs. Für Bangladesch konnten dann die Eröffnungs-Batterinnen Shamima Sultana und Ayasha Rahman eine erste Partnerschaft bilden. Rahman schied nach 17 Runs aus und ein Ball später Sultana nach 16 Runs. Daraufhin bildeten Fargana Hoque und Nigar Sultana eine Partnerschaft. Hoque verlor ihr Wicket nach 11 Runs und wurde durch Rumana Ahmed ersetzt. Sultana erreichte 27 Runs, bevor Ahmed zwei Bälle vor Schluss ihr Wicket nach 23 Runs verlor. Die verbliebenen beiden Runs konnte dann Jahanara Alam mit dem letzten Ball erzielen. Beste indische Bowlerin war Poonam Yadav mit 4 Wickets für 9 Runs. Als Spielerin des Spiels wurde Rumana Ahmed ausgezeichnet.